# The Chainsaw Zombies
The Chainsaw Zombies var en rockgrupp från Malmö som var aktiv mellan 1986 och 1990. Gruppen gav ut en fullängdare samt två EP på skivbolaget Accelerating Blue Fish. 1989 spelade de in en cover på Pink Floyds låt "Lucifer Sam".

## Diskografi
- Obsession (1987)
- Tied, trained & transformed (1988)
- The Chainsaw Zombies (1989)